# Големи водни бикове
Големите водни бикове (Botaurus) са род птици от семейство Чаплови (Ardeidae).
Таксонът е описан за пръв път от Джеймс Франсис Стивънс през 1819 година.

## Видове
- Botaurus lentiginosus – Северноамерикански голям воден бик
- Botaurus melanotus
- Botaurus pinnatus
- Botaurus poiciloptilus
- Botaurus stellaris – Голям воден бик